# Nūn rond suscrit
Le nūn rond suscrit est une lettre additionnelle de l’alphabet arabe qui est utilisée dans l’écriture du penjabi occidental. Elle est composée d’un nūn ‹ ن › diacrité d’un rond suscrit à la place du point suscrit. Il n’est pas à confondre avec le nūn point et rond suscrit ‹  ›.

## Utilisation
Le nūn rond suscrit est utilisé par certains auteurs dans l’écriture du penjabi occidental, pour transcrire une consonne nasale rétroflexe voisée /ɳ/. Il est par exemple utilisé par la Punjabi Science Board dans le dictionnaire پنجابی کلاسیکی لغت, ou dans la revue Saver International,,. D’autres auteurs utilisent plutôt le nūn petit tāʾ suscrit (sans point) ‹ ڻ ›, le nūn petit tāʾ suscrit (avec un point) ‹ ݨ ›, le nūn deux points verticaux suscrits ‹  › ou le digramme nūn ṛa ‹ نڑ ›.